# Isabel García Lorca (écrivaine)
Pour les articles homonymes, voir García Lorca (homonymie).
Cet article concerne l'écrivaine. Pour l'actrice, voir Isabel García Lorca (actrice).
Isabel García Lorca, née à Grenade le 11 octobre 1909 et morte le 9 janvier 2002 à Madrid, est une universitaire et écrivaine espagnole exilée aux États-Unis après la guerre d'Espagne. Elle est la sœur de Federico García Lorca et a consacré une grande partie de sa vie au legs de ce dernier.

## Biographie

### Grenade (1909-1932)

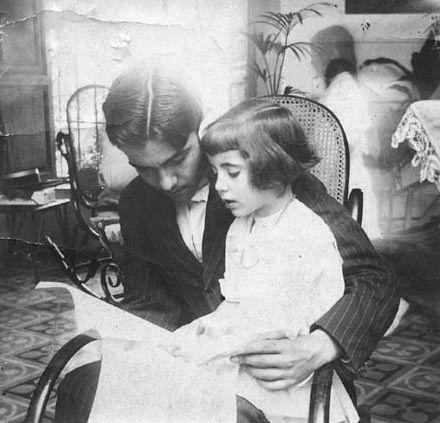
Isabel et son frère Federico à Grenade en 1914.

Isabel naît à Grenade, en Andalousie, au no 66 de la Acera del Darro, adresse de la maison familiale des García Lorca jusqu'en 1916. Ses parents sont Vicenta Lorca Romero, enseignante, et Federico García Rodríguez, grand propriétaire terrien de la Vega de Granada. Avec ses frères et sa sœur, elle évolue dans un milieu artistique et intellectuel privilégié.
Elle est l'élève, dès l'âge de huit ans, de Gloria Giner, professeure féministe de l'École normale supérieure de Madrid et épouse du diplomate républicain Fernando de los Ríos. Isabel est compagne de scolarité de leur fille, Laura de los Ríos Giner.
À 21 ans, elle continue ses études à la faculté de philosophie et lettres de l'université de Grenade, puis à Madrid, avec d'autres figures de la Génération de 27, comme les poètes Jorge Guillén et Pedro Salinas qui font partie de ses professeurs.

### Madrid (1932-1938)

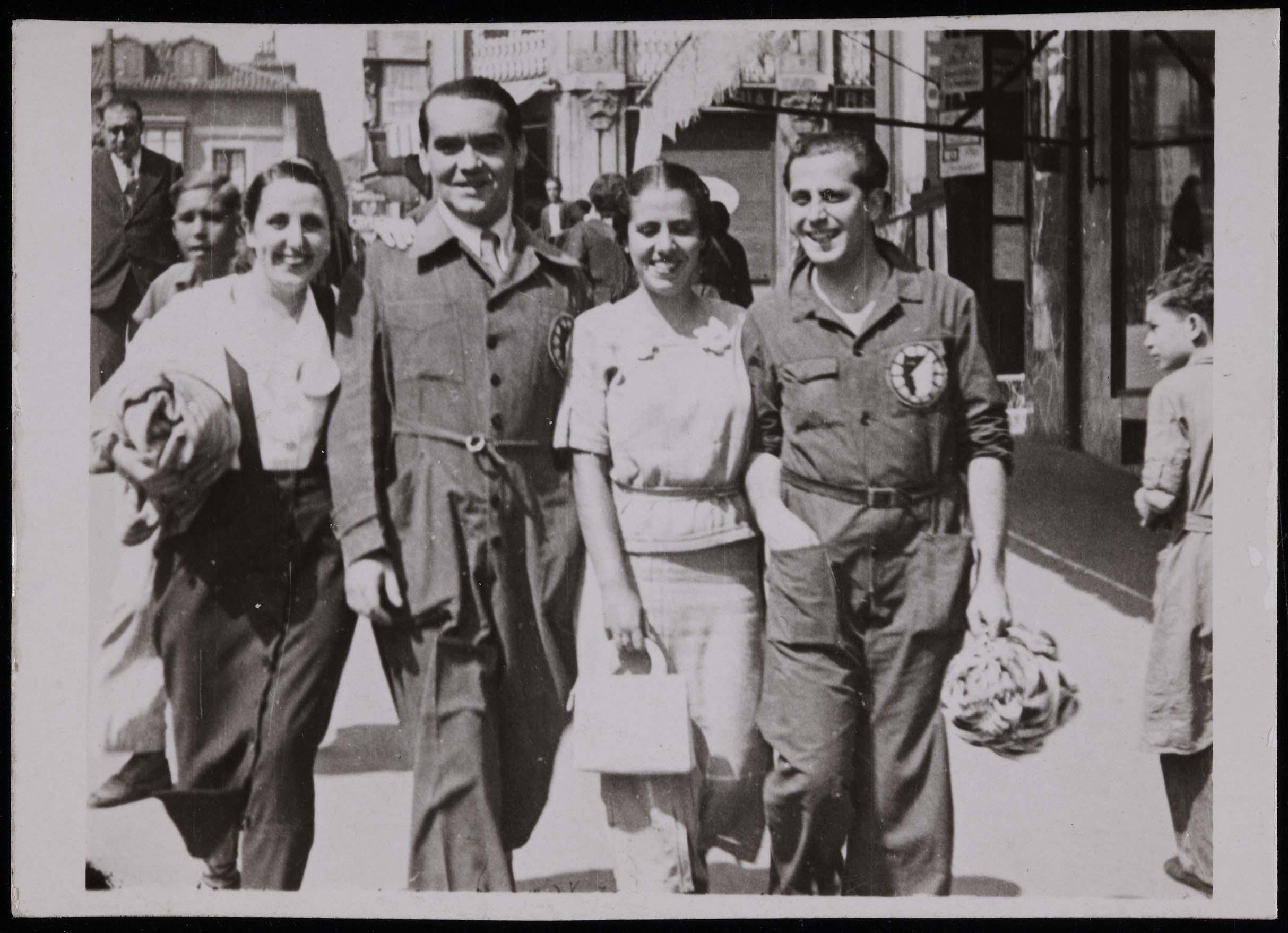
María del Carmen García Lasgoity, Federico García Lorca, Isabel García Lorca et Jacinto Higueras Cátedra, en 1933.

Le 15 juin 1933, Isabel García Lorca embarque dans le port de Barcelone pour la Croisière universitaire en Méditerranée. Organisé par Manuel García Morente et Fernando de los Ríos, l'événement promeut la pédagogie progressiste de l'Institution libre d'enseignement, avec des professeurs et étudiants de l'université centrale de Madrid.
Elle garde des liens très forts avec Grenade et passe ses vacances dans la propriété familiale de la Huerta de San Vicente, qui accueille le monde artistique et intellectuel de l'époque.

### L'assassinat de son frère
La guerre d'Espagne éclate en 1936. Isabel apprend l'assassinat de son frère d'une façon dramatique, alors qu'elle se trouve dans la résidence de la famille Giner-de los Ríos. Elle répond à un appel téléphonique pour Gloria Giner et prend le message. Au bout du combiné, une voix lui dit : « Dígale tan sólo que es verdad, que han matado en Granada a Federico García Lorca » (« Dites-lui seulement que c'est vrai : ils ont tué Federico García Lorca à Grenade »).

### New York (1938-1951)
Son père Federico García Rodríguez meurt en 1949.
Isabel continue son activité universitaire au New Jersey College for Women et au Hunter College de New York, puis au Sarah Lawrence College, où elle se lie avec Marguerite Yourcenar. L'écrivaine française est l'une des pionnières des recherches sur l'assassinat de Federico García Lorca,.

### Retour d'exil
Isabel García Lorca rentre en Espagne en 1951 et s'installe à Madrid, où, bannie du système éducatif sous la dictature, elle doit enseigner dans un collège privé. En 1954, elle revient visiter, vingt ans après, la région de son enfance, la Vega de Granada.
En 1955, elle participe à la reprise des activités sous un nouveau nom de l'Asociación Española de Mujeres Universitarias. Elle doit attendre la transition démocratique après la mort de Franco pour retrouver son poste universitaire. Elle se lie d'amitié avec la philosophe María Zambrano.
En 1986, alors que rouvre la résidence d'étudiants de Madrid fermée par les nationalistes après la guerre d'Espagne, Isabel, déjà retraitée, met en œuvre son grand projet : la création de la Fondation Federico García Lorca se battant contre les autorités grenadines pour préserver le patrimoine de la Huerta de San Vicente. Un an auparavant, pour la première fois de sa vie, elle réussit à parler de son frère en public, à la faculté de philosophie et lettres de Buenos Aires.
Elle laisse la direction de la Fondation, qui gère la Huerta de San Vicente, désormais patrimoine protégé, à sa nièce Laura García-Lorca, fille de Laura et de Francisco. Isabel en demeure la présidente d'honneur.
Isabel García Lorca meurt à Madrid le 9 janvier 2002 alors que sont publiées ses mémoires, Recuerdos míos, par la maison d'édition Tusquets Editores de Beatriz de Moura, témoignage unique et considéré comme l'un des ouvrages de référence de la bibliographie autour de la vie et de l'œuvre de Federico García Lorca.

## Postérité
Elle est inhumée au cimetière Saint-Just de Madrid.

## Œuvre autobiographique
- Isabel García Lorca, Recuerdos míos (édition d'Ana Gurruchaga), Barcelona, Tusquets Editores, 2002 (ISBN 8483108305) Publié peu après sa mort, le titre du livre fait référence à un vers de Miguel de Unamuno. L'ouvrage a reçu, à titre posthume, le Premio Comillas en 2002[19].
- Isabel García Lorca, Recuerdos de infancia, in "L'impossible/possible di Federico García Lorca, Naples, Edizione Scientifiche Italiane, 1989
- Cuadernos de la Huerta de San Vicente n°1. Grenade, juin 2001.